# Gril·loblatodeus
Els gril·loblatodeus (Grylloblattodea) són un petit ordre d'insectes neòpters, extremòfils i àpters, que viuen en zones fredes d'alta muntanya, amb una sola família, els gril·loblàtids (Grylloblattidae), que conté 5 gèneres i 25 espècies.
La seva aparença va deixar perplexos els científics que els van descobrir, com posa de manifest el nom donat a la primera espècie descrita, Grylloblatta campodeiformis, que significa «aspecte de panerola (Blatta), grill i Campodea» (un insecte amb dues llargues cues). Molts són nocturns i sembla que mengen detritus. Tenen llargues antenes (de 23-45 segments) i llargs cercs (5-8 segments), però no ales. Els seus parents vius més propers són els Phasmatodea (insectes bastó i insectes fulla) i l'ordre recentment descobert Mantophasmatodea (Cameron i cols., 2006).